# Daïra d'El Kala
La daïra d'El Kala est une circonscription administrative algérienne située dans la wilaya d'El Tarf. Son chef-lieu est situé sur la commune éponyme d'El Tarf.
La daïra regroupe les quatre communes d'El Kala, Souarekh, Raml Souk et El Aioun.

## Institut national de recherche forestière
Cette daïra abrite une station de recherche et d'expérimentation rattachée à l'Institut national de recherche forestière.